# Bring It On: All or Nothing
Bring It On: All or Nothing (bra: As Apimentadas: Tudo ou Nada / prt: Tudo por Elas - Tudo ou Nada) é um filme de comédiaadolescente de 2006, dirigido por Steve Rash e estrelado por Hayden Panettiere e Solange Knowles.
Foi lançado diretamente em vídeo em 8 de agosto de 2006 pela Universal Studios. É o terceiro filme da série Bring It On.

## Sinopse
A popular Britney Allen está vivendo o sonho de ser líder de torcida, no campus da Pacific Vista High School da elite da Califórnia. Britney é a capitã do time das cheerleaders Pirates e é invejada por todos na escola - incluindo uma companheira de equipe muito ambiciosa. Quando Britney fica sabendo a respeito de uma seleção, onde o melhor time será escolhido para participar do novo clipe da sensação musical do momento, a cantora Rihanna, ela está determinada a conquistar a vaga com a sua equipe.
Porém a vida de Britney muda drasticamente quando ela é obrigada a mudar-se com sua família para Crenshaw Heights, uma vizinhança multiétnica do subúrbio de Los Angeles. Em sua nova escola, Britney é vista com desconfiança pela maioria dos estudantes, especialmente pela presunçosa Camille, a líder do esquadrão Warriors de Crenshaw Heights. Mas quando ela se esforça e garante uma vaga na equipe, ninguém fica mais surpreso do que Camille.
Agora, Britney e a suas novas companheiras precisam ensaiar fervorosamente incorporando novos movimentos especiais em suas performances para encarar uma verdadeira batalha de cheerleaders com a Pacific Vista, a antiga escolta de Britney. Durante a seleção, amizades, lealdade e talentos serão testados - mas apenas um time poderá vencer!

## Elenco
- Hayden Panettiere - Britney Allen
- Solange Knowles - Camille
- Jake McDorman - Brad Warner
- Giovonnie Samuels - Kirresha
- Gus Carr - Jesse
- Marcy Rylan - Winnie
- Cindy Chiu - Amber
- Francia Raisa - Leti
- Gary LeRoi Gray - Tyson
- Rihanna - Participação especial
- Danielle Savre - Brianna
- Jessica Nicole Fife - Sierra
- JoJo Wright - DJ/Announcer
- Deborah Sullivan - Professora
- Eric Bruskotter - Tim Allen
- Kiersten Warren - Pam Allen

## Trilha sonora
- Rihanna - "Pon De Replay" / "SOS"
- Gwen Stefani - "Hollaback Girl" /  "What You Waiting For?" / "Rich Girl"
- Avril Lavigne - "My Happy Ending"
- Weezer - "Beverly Hills"
- All American Rejects - "Dirty Little Secret"
- Hayden Panettiere - "That Girl"
- Solange Knowles - "Solo Star"
- 50 Cent - "Ready for War"
- Alana Stone - "On My Own"
- The Transcenders - "Let's Move"
- Play - "Whole Again"
- Fu-Schnickens - "Can We Rock?"